# Paradiastole
Paradiastoleとは、悪徳または美徳を呼ぶ力を和らげるために婉曲法を用いること。イロニー的に使われることが多い。聖書研究においては、一覧の中の選言的な言葉の反復を意味する。語源は、ギリシア語のπαρα, para （「一緒に」）+στολη, stole （「着る」「着飾る」）。

## 婉曲法
Paradiastoleは、たとえば、誰かを「うぬぼれが強い」と言う代わりに「自信がある」と呼ぶように、否定的な特徴を肯定的なものに見せることができる。
さらに誰かを「質素な」と言う代わりに「しみったれ」と言うようにけなす時にも使われる。

## 聖書での使用
聖書研究において、Paradiastoleは首句反復の1形式である。Paradiastoleは選言判断（〜か〜）として2、3の語（either〜or、neither〜nor）を用いる。選言はものを分離するので、ものを接続する連言（〜かつ〜）とは区別される。
この技術の例はヨハネによる福音書の中に見ることができる。ヨハネはτέκνα θεοῦ（神の子ら）の意味を明確にするために次のように書いた（1-3）。
| οἳ [πιστεύοντες]          | They [the believers],      |
| οὐκ ἐξ αἱμάτων            | not of blood,              |
| οὐδὲ ἐκ θελήματος σαρκὸς  | nor of the flesh's desire, |
| οὐδὲ ἐκ θελήματος ἀνδρὸς  | nor of a man's desire,     |
| ἀλλ' ἐκ θεοῦ ἐγεννήθησαν. | but of God were born.      |

（彼ら[信者]は/血ではなく/肉の欲あるいは/人間の欲ではなく/神によって生まれた）

この一節で、οὐκ（not）とοὐδὲ（nor）は選言記号として機能している。Paradiastoleは、信じて（οἳ πιστεύοντες）「神の子ら」となった彼らは、血など物質的なものでなく神の力によって生まれたことを強調している。